# Eusyllis blomstrandi
Eusyllis blomstrandi är en ringmaskart som beskrevs av Anders Johan Malmgren 1867. Eusyllis blomstrandi ingår i släktet Eusyllis och familjen Syllidae. Arten är reproducerande i Sverige. Inga underarter finns listade i Catalogue of Life.